# Henri Ernest Baillon

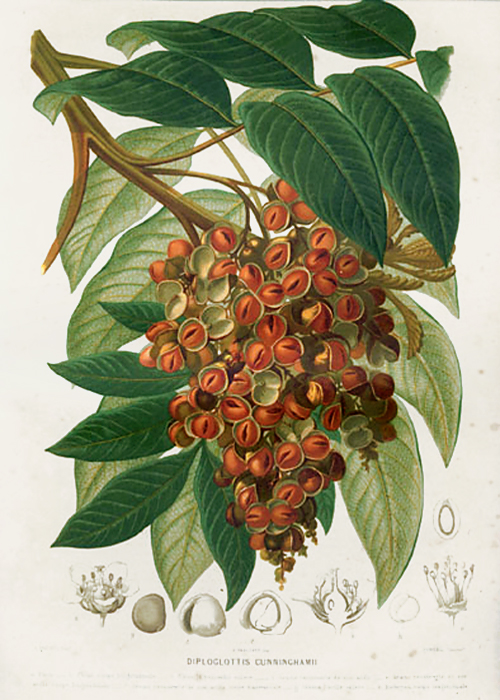

Henri Ernest Baillon (n. 30 noiembrie 1827, Calais — d. 19 iulie 1895, Paris) a fost un medic și botanist francez. Membru de onoare străin al Academiei Române (1887).
Henri Ernest Baillon a deținut funcția de director al Jardin des Plantes din Paris și a fost profesorul de botanică pe care l-a avut academicianul român Dimitrie Brândză pe timpul studiilor de la Sorbona. Acesta i-a dedicat o plantă exotică numind-o Brandzeia filicifolia.
În anul 1867 Henri Ernest Baillon a primit Legiunea de Onoare și în anul 1894 a devenit membru în Royal Society.